# Лофелден
Лофелден (њем. Lohfelden) општина је у њемачкој савезној држави Хесен. Једно је од 29 општинских средишта округа Касел. Према процјени из 2010. у општини је живјело 13.763 становника. Посједује регионалну шифру (AGS) 6633017.

## Географски и демографски подаци
Лофелден се налази у савезној држави Хесен у округу Касел. Општина се налази на надморској висини од 210 m. Површина општине износи 16,6 km². У самом мјесту је, према процјени из 2010. године, живјело 13.763 становника. Просјечна густина становништва износи 831 становника/km².

## Међународна сарадња
| Мјесто          | Држава   | Врста сарадње | Од    |
| --------------- | -------- | ------------- | ----- |
| Трутнов         | Чешка    | партнерство   | 2007. |
| Алкала ла Реал  | Шпанија  | пријатељство  | 2006. |
| Берг им Драутал | Аустрија | партнерство   | 1988. |
| Извор           |          |               |       |